# Eleuteriusz (patriarcha Aleksandrii)
Eleuteriusz – prawosławny patriarcha Aleksandrii w latach 1175–1180.